# Tyrone Keogh
Tyrone Keogh, detto Ty (Johannesburg, 1982), è un attore e modello sudafricano noto principalmente per i suoi ruoli nel film Le ultime 24 ore o nelle serie The Girl from St. Agnes e Dominion, oltre ad essere stato nominato uomo meglio vestito da GQ South Africa nel 2012..

## Biografia

### Primi anni
Tyrone Keogh è nato a Johannesburg, in Sudafrica, dall'attore ugandese Danny Keogh e dalla produttrice cinematografica Debbie Burgers. Nel 2011 ha vinto il concorso Cleo Bachelor of the Year 2011 a Fourways.

### Carriera
Sin dai 14 anni ha lavorato come assistente scenografo e attrezzista su vari set di produzioni cinematografiche e televisive sudafricane, mentre, dal 2016 ha cominciato ad apparire in varie pubblicità per brand come Vodacom, Pepsi-Cola, Opel, Orange Communications, Nestlé e Kentucky Fried Chicken. Nel 2004 ha debuttato al cinema col film Blast, cui sono seguiti vari altri ruoli in film come Blood Diamond - Diamanti di sangue, con Leonardo DiCaprio, Il colore della libertà - Goodbye Bafana, con Joseph Fiennes, Love Shooting, con Meg Ryan, e Starship Troopers 3 - L'arma segreta, con con Casper Van Dien.
Nel 2008 si è trasferito a Londra col suo agente Jeremy Conway, iniziando a comparire in vari cortometraggi e nella soap opera The Wild, dove ha interpretato il personaggio di Jack van Reenen fino al 2013. Successivamente ha fatto varie apparizioni nelle serie Saf3, Dominion, Homeland - Caccia alla spia e Black Sails mentre, il 27 giugno 2024 viene annunciato il suo ingresso nel cast dell'adattamento live action Netflix di One Piece nel ruolo di Dalton a partire dalla seconda stagione.

## Vita privata
Dal 2012 al 2014 è stato sposato con la modella sudafricana Nicole Flint. Ha sposato in seconde nozze l'attrice britannica Shivani Ghai nel novembre 2016.

## Filmografia

### Cinema
- Blast, regia di Anthony Hickox (2004)
- Blood Diamond - Diamanti di sangue (Blood Diamond), regia di Edward Zwick (2006)
- Il colore della libertà - Goodbye Bafana (Goodbye Bafana). regia di Bille August (2007)
- More Than Just a Game, regia di Junaid Ahmed (2007)
- Love Shooting (The Deal), regia di Steven Schachter (2008)
- Starship Troopers 3 - L'arma segreta (Starship Troopers 3: Marauder), regia di Edward Neumeier (2008)
- Service Pistol, regia di Riordan Allen - cortometraggio (2010)
- The Tunnel, regia di Jenna Cato Bass - cortometraggio (2010)
- Death Race 2, regia di Roel Reiné (2010)
- Il diritto di uccidere (Eye in the Sky), regia di Gavin Hood (2015)
- Le ultime 24 ore (24 Hours to Live), regia di Brian Smrz (2017)
- Accident, regia di Dan Tondowski (2017)
- Transfert - Una storia d'amore (Transference: A Love Story), regia di Raffaello Degruttola (2020)
- Jerusalema - South African Film Industry, regia di Abongwe L. Booi e Calvin Hayward (2020)

### Televisione
- Generation Kill – miniserie TV, puntata 1x04 (2008)
- Waterfront, regia di Mark Engels - film TV (2011)
- The Wild – serie TV, 412 episodi (2011-2013)
- Saf3 – serie TV, episodio 1x04 (2013)
- Dominion – serie TV, 7 episodi (2014)
- Homeland - Caccia alla spia (Homeland) – serie TV, episodio 4x08 (2014)
- Black Sails – serie TV, 2 episodi (2017)
- The Girl from St. Agnes – serie TV, 8 episodi (2019)
- Still Breathing – serie TV, 13 episodi (2020)
- Summertide – serie TV, 20 episodi (2024-2025)
- Die Byl – serie TV, 20 episodi (2024-2025)
- One Piece – serie TV (2026)

## Doppiatori italiani
Nelle versioni in italiano delle opere in cui ha recitato, Tyrone Keogh è stato doppiato da:
- Marco Giansante in Le ultime 24 ore